# Veres József (főispán)
Veres József (Szolnok, 1884. augusztus 18. – 1950 után) szobafestő, szociáldemokrata politikus, Jász-Nagykun-Szolnok vármegye főispánja.

## Élete
Szegény családba született, édesapja vasúti munkás volt. Veres négy elemi osztály végzett, amit később két továbbképző tanfolyam egészített ki. 1906-ban mázolótanoncként kezdett dolgozni, 1909-ben pedig már mázolósegédként működött. Ez állásában több városban is dolgozott, de javarészt a fővárosban volt. 1910-ben lett mázolómester szülővárosában, és egészen 1944-ig állásában is maradt. Eközben 1915 és 1920 között az első világháború során a császári és királyi 68. számú gyalogezredben szolgált, de 1917-ben olasz hadifogságba került, ahonnan csak 1920-ban szabadult.
Már 19 évesen, 1903-ban belépett az SZDP-be, majd 1927-től a helyi ipartestületnek is az egyik vezető alakja volt, közismert baloldali szereplő volt. Emiatt 1944 áprilisában internálták, de már augusztusban kiszabadult. A szovjet csapatok bevonulását követően, 1944. november 4-étől a bevonulás miatt elmenekült tisztviselőket helyettesítette, Szolnok város ideiglenes intéző bizottságában ténykedett. A városban működő pártok javasolták Verest a főispáni székbe az elmenekült báró Urbán Gáspár helyére, amit a szovjet katonai parancsnokság jóvá is hagyott, így Veres november 10-én meg is kapta kinevezését. Mivel azonban ekkor a vármegye területének jelentős hányadán még harcok folytak, Veres főispáni működése Szolnok városában és szűk környékén valósult meg. Rövid főispáni működését javarészt a romeltakarítás, a közbiztonság újjászervezése, a mezőgazdasági munkák előkészítése, a készletek felmérése és Szolnok közellátásának megszervezése tette ki. Mivel aztán Verest 1945. január 25-én Szolnok város főjegyzőjévé választották, távoznia kellett a főispáni székből, ahol a kisgazda Baráth Endre váltotta. Mivel kezdettől fogva jó kapcsolatok fűzték a kommunistákhoz, a polgármesterrel Zsemlye Ferenccel teljes egyetértésben tudott dolgozni. 1948-ban az SZDP egyesült az MDP-vel, ekkor Verest átvették az MDP tagjai közé, majd 1950. július 31-ei hatállyal nyugalomba vonult.